# Ryou-Un Maru
Il Ryou-Un Maru (漁運丸?, Ryō Un Maru, cioè: "Pesca Fortunata" - detto "nave fantasma dello tsunami" -) è stato un peschereccio giapponese che ruppe gli ormeggi a causa del  terremoto e maremoto del Tōhoku del marzo 2011 andando poi alla deriva nell'Oceano Pacifico. Venne individuato un anno dopo da una pattuglia aerea di routine della Royal Canadian Air Force a circa 150 miglia nautiche (280 km; 170 mi) al largo della costa delle Haida Gwaii, Columbia Britannica. Il relitto senza equipaggio entrò nelle acque degli Stati Uniti d'America il 1º aprile 2012 e, dopo che i tentativi di salvataggio fallirono, il bastimento venne affondato dalla Guardia Costiera degli Stati Uniti il 5 aprile 2012 per evitare che la carcassa diventasse un pericolo per la navigazione.

## Storia
Il Ryou-Un Maru, peschereccio della flottiglia giapponese, fu costruito intorno al 1982. Era di proprietà di una compagnia di pesca con sede a Hokkaidō ed era utilizzato per la pesca di gamberi e calamari. Dopo una lunga carriera di servizio, il proprietario della nave decise che era troppo vecchia per un uso continuato e la ormeggiò nella prefettura di Aomori a Honshū in attesa di vendita.

### Scomparsa e ritrovamento
Quando il terremoto e maremoto di Tōhoku colpirono il Giappone orientale nel marzo 2011, il Ryou-Un Maru ruppe gli ormeggi e venne portato alla deriva.
Come per la maggior parte dei paesi, la legge giapponese richiede che una nave venga smaltita o smantellata correttamente prima di consentire la cancellazione dal registro nazionale. Tuttavia, tutte le pattuglie presumevano che la nave fosse affondata nel disastro, quindi la Guardia costiera giapponese concesse all'armatore un'eccezione.
Per oltre un anno il Ryou-Un Maru attraversò il Pacifico come nave fantasma e fu trasportato verso est dalla Corrente di Kuroshio. Il 20 marzo 2012, venne avvistato nelle acque canadesi dall'aereo CP-140 Aurora della Royal Canadian Air Force. Poiché la sua immatricolazione era stata cancellata, la nave non aveva più un legittimo proprietario responsabile. Il 4 aprile 2012, la Guardia Costiera degli Stati Uniti d'America lasciò cadere a bordo una boa di tracciamento mentre la nave andava alla deriva per circa 170 miglia nautiche (310 km; 200 miglia) a sud-ovest di Sitka, in Alaska. Il giorno successivo, l'equipaggio della motovedetta Anacapa della U.S. Coast Guard valutò le condizioni della nave.

### Affondamento
Il 5 aprile 2012, il peschereccio canadese Bernice C cercò di salvare la nave colpita, ma il carburante si rivelò impossibile da pompare a causa di una rottura nel serbatoio e il tentativo di rimorchio fallì. La Guardia Costiera degli Stati Uniti stabilì quindi che l'affondamento della nave abbandonata era necessario per evitare che si incagliasse o diventasse un pericolo per la navigazione. L'USCGC Anacapa sparò su di esso con un cannone automatico Mk 38 da 25 mm, perforando lo scafo e affondando la Ryō Un Maru a circa 290 km dalla costa del saliente dell'Alaska.